# Nicolaï Ghiaurov
Nicolaï Ghiaurov (en bulgare : Николай Гяуров), né à Velingrad en Bulgarie le 13 septembre 1929, mort à Modène en Italie le 2 juin 2004, est un chanteur lyrique (basse) bulgare naturalisé italien.

## Biographie
Fils d’un manœuvre d’usine, il vit au sein d'une famille très modeste dans une Bulgarie économiquement affaiblie. Afin d’améliorer le quotidien, son père ajoute à son métier les fonctions de sacristain.
Nicolaï Ghiaurov montrant très tôt un intérêt pour la musique, il le fait entrer à la chorale de l’église. Mais le chant n’est pas son principal centre d’intérêt : ce qui le passionne avant tout, ce sont les instruments. Ses parents lui achètent un harmonica – ne pouvant lui offrir que cela – et il n'aura très vite plus aucun secret pour lui. Il emprunte alors le violon de son voisin et s'y consacre avec soin. Plus tard, il étudie le trombone, et la clarinette (son instrument préféré) avec la même application. Mû par la soif d’apprendre et d'acquérir de nouvelles techniques, Nicolaï semble doué pour les matières artistiques.
Vers 17 ou 18 ans, il s’intéresse au théâtre et se fait admettre au sein d’une troupe amateur tout en poursuivant l’étude des instruments. Il y joue alors ses premiers personnages dans l’Arlésienne d'Alphonse Daudet et dans Tosca de Victorien Sardou. Nicolaï est un élève brillant et son intérêt pour la connaissance va bien au-delà des seuls domaines artistiques ; les matières scolaires l’intéressent aussi. Il passe avec succès ses examens de fin d’études et part faire son service militaire. Il est admis à l’école des officiers de réserve de Sofia. Il conjugue exercices militaires et études musicales tout en continuant de travailler les instruments et d'enrichir sa culture musicale. Il fait partie de l’orchestre du régiment et du chœur de la troupe qu’il dirige quelquefois. Par l’entremise d’un de ses camarades musiciens, il rencontre Christo Brambarov mais cette rencontre est une déception : même si Brambarov trouve sa voix intéressante, ce dernier lui conseille de réfléchir encore avant d’embrasser une carrière dans le chant et de s’inscrire au Conservatoire si son choix le confirme dans cette voie. Loin de se décourager, avec toute la ténacité qui le caractérise, il décide qu’il sera chanteur d’opéra, alliant ainsi ses passions pour le théâtre, la musique et le chant.
À l’occasion d’un concours inter-régiments, il rencontre Petko Staynov, compositeur et ancien directeur de l’opéra de Sofia qui, conquis par sa voix, l’aidera à rentrer à l’Académie de Musique de Sofia. Dès lors, Brambarov devient son premier professeur et le suivra durant toute sa carrière. L’élève se montre rigoureux autant qu’habile et précis, s’astreignant à des exercices constamment répétés, ne travaillant qu’une seule octave de sa voix et n’abordant qu’une œuvre à la fois. Il passe brillamment le concours de fin d’année et obtient une bourse d’études pour le conservatoire de Leningrad. Il continue toutefois de travailler avec Brambarov. L’année suivante, en 1950, il est admis au conservatoire de Moscou et y séjournera 5 ans. Il y étudie les répertoires russe, italien et français mais poursuit son étude de la technique vocale avec son premier professeur.
Ghiaurov clôt ses 5 années d’études en présentant au concours du conservatoire le rôle de Don Basilio du Barbier de Séville. Il y obtient le premier Grand Prix pour son interprétation brillante alliant qualités vocales et aisance scénique. Puis, toujours en 1955, nouveau concours à Varsovie et nouveau prix. Son nom commence à circuler. Durant son voyage à Varsovie, il rencontrera Zlatina, celle qui sera sa future femme, et naîtront deux enfants de leur union : Vladimir (1957) et Elena (1968).
Après ces succès, Ghiaurov rentre dans son pays dans l'espoir de décrocher un engagement à l’Opéra de Sofia (bien qu’on lui en ait proposé un au Bolchoï, auquel s'opposent les autorités bulgares) mais au lieu de cela, il est affecté à un théâtre de province. En septembre 1955, il participe au « Concours International de Chant de Paris ». Sélectionné parmi les 150 participants, il est déclaré « hors concours ». Le public l’acclame et l'on dira de lui que le nouveau Chaliapine est né, mais la mauvaise humeur et les accès de colère en moins. De retour dans son pays, il est enfin engagé à l’Opéra de Sofia. Il y débutera dans le rôle de Don Basilio, ce qui lui vaudra d’être nommé directement « basse principale ». Il entame dès lors une carrière internationale avec des débuts à Vienne 1957, Paris 1958, Milan 1960, Londres 1962, Chicago 1964, New York 1965, etc. ...
Le 1er octobre 2000, à l'âge de 71 ans, il a participé avec un grand succès lors du premier concert commémoratif en l'honneur de Herbert von Karajan, au  Théâtre d'Ulm sous la baguette de chef d'orchestre James Allen Gähres. Il y a chanté des arias d'opéra et des duos de Cilea, Tchaïkovski et Verdi, avec Mirella Freni.
Il est surnommé « le roi des basses » en raison de l'étendue de son répertoire (tous les grands rôles des répertoires italien, français et russe), de sa voix à la sonorité de bronze capable de toutes les nuances dynamiques et émotionnelles, ainsi que de son immense legs discographique. « Nicolas Ghiaurov était un chanteur charismatique, de ceux qui, dès leur entrée sur un plateau, focalisent tous les regards. »
Il était marié en secondes noces avec la soprano italienne Mirella Freni.

## Discographie
- Roméo et Juliette - BERLIOZ, Christa Ludwig, Michel Sénéchal, Wiener Philharmoniker, les solistes des chœurs de l'O.R.T.F. dir. Lorin Maazel. LP Decca 1973 report CD Decca. 1993.

- I Puritani - BELLINI - London Symphony Orchestra, dir. : Richard Bonynge ; Decca (1987)

- Don Quichotte - MASSENET- Orchestre de la Suisse Romande - Kazimierz Kord (1979)
- Le Roi de Lahore- MASSENET- National Philharmonic Orchestra-Richard Bonynge (1977)
- La sonnambula - BELLINI -  National Philharmonic Orchestra, dir. : Richard Bonynge ; Decca (1986)
- La favorita - DONIZETTI - Orchestra e coro del Teatro, Comunale di Bologna, dir. : Richard Bonynge ; Decca (1990)
- Lucia di Lammermoor - DONIZETTI - Orchestra & Chorus of the Royal Opera House, Covent Garden, dir. Richard Bonynge ; Decca (1985)
- La Bohème - PUCCINI - Berliner Philharmoniker, dir. : Herbert Von Karajan ; Decca (1988)
- La Bohème - PUCCINI - Berliner Philharmoniker, dir. : Herbert Von Karajan ; Decca (1987)
- Turandot - PUCCINI -  London Philharmonic Orchestra Zubin Mehta, dir. : John Alldis Choir ; Decca (1985)
- Boris Godounov - MOUSSORGSKI - Sofia Radio Chorus • Wiener Staatsopernchor & Wiener Philharmoniker, dir. : Herbert Von Karajan ; Decca (1988)
- La Gioconda - PONCHIELLI - The London Opera Chorus, The National Philharmonic Orchestra, dir. : Bartoletti ; Decca (1985)
- Gugliemo Tell - ROSSINI - The National Philharmonic Orchestra, dir. : Chailly ; Decca (1986)
- Don Carlo - VERDI - Orchestra & Chorus of the Royal Opera House, Covent Garden, dir. : Sir Georg Solti ; Decca (1965) / paru en 2008
- Don Carlo - VERDI - Orchestra of the Royal Opera House, Covent Garden, dir. : Sir Georg Solti ; Decca (1988)
- Requiem - VERDI - Coro e Orchestra del Teatro alla Scala di Milano, dir. Herbert Von Karajan ; Deutsche Grammophon (1967)
- Il trovatore - VERDI - The London Opera Chorus, dir. Edwards ;  The National Philharmonic Orchestra, dir. : R. Bonynge ; Decca (1986)
- Airs d'opéras russes et italiens - 33 tours ; Decca LXT.038
- Sources

Roland Mancini & Jean-Jacques Rouveroux – Le guide de l'opéra, Fayard (1986)  (ISBN 2-213-01563-5)
Philippe Grenèche – Les trésors de l’opéra, N° 3 (février-mars 1979)
Gonzalo Badenes – Voces (Ritmo, 1987-2000), Universitat de València (2005)
Enrico Stinchelli – Les stars de l'opéra : grands artistes lyriques de l'histoire de l'opéra, Gremese Editore (2002)
Alain PÂRIS, chef d'orchestre, musicologue & producteur à Radio-France – Encyclopédie Universialis
Site de la fondation Ghiaurov : http://www.fondazioneghiaurov.com/
Site de la Scala de Milan (archives) : http://www.archiviolascala.org/